# Paweł Kaleta (duchowny)
Paweł Kaleta (ur. 17 maja 1977 w Radomiu) – polski duchowny, dr hab. nauk prawnych, adiunkt Instytutu Prawa Kanonicznego Wydziału Prawa, Prawa Kanonicznego i Administracji Katolickiego Uniwersytetu Lubelskiego Jana Pawła II.

## Życiorys
W 2004 ukończył studia teologiczne na Uniwersytecie Kardynała Stefana Wyszyńskiego w Warszawie, natomiast w 2008 studia w zakresie prawa kanonicznego na Katolickim Uniwersytecie Lubelskim Jana Pawła II. 27 września 2011 obronił pracę doktorską Zadania zarządcy majątku kościelnego w Kodeksie Prawa Kanonicznego z 1983 roku w polskich synodach diecezjalnych, 15 stycznia 2019 habilitował się na podstawie pracy zatytułowanej Prawne aspekty zarządzania dobrami kościelnymi.
Objął funkcję adiunkta w Instytucie Prawa Kanonicznego na Wydziale Prawa, Prawa Kanonicznego i Administracji Katolickiego Uniwersytetu Lubelskiego Jana Pawła II.

## Publikacje
- 2012: Zadania zarządcy majątku kościelnego w kodeksie prawa kanonicznego z 1983 roku i w polskich synodach diecezjalnych[1]
- 2014: Kościelne prawo majątkowe[5]
- 2017: Prawne aspekty zarządzania dobrami kościelnymi; Katolicki Uniwersytet Lubelski Jana Pawła II. Wydział Prawa, Prawa Kanonicznego i Administracji[6]